# Mutual Defense Assistance Program
Il Mutual Defense Assistance Program è stato un programma di aiuti militari degli Stati Uniti per sostenere i propri alleati nella lotta contro il mondo comunista durante la guerra fredda. Il programma ebbe inizio nel 1949 contemporaneamente al piano Marshall e prevedeva la fornitura di materiale militare a condizioni molto vantaggiose; è durato fino agli anni settanta.
Nell'ambito di tale programma l'Italia ha ricevuto alcuni caccia, alcuni sommergibili Classe Gato e Classe Balao, alcuni cacciatorpediniere Classe Fletcher, alcune navi da sbarco; facevano parte di questo programma anche le unità della classe Artigliere e della Classe Aldebaran.